# Edward Garmatz
Edward Alexander Garmatz (ur. 7 lutego 1903, zm. 22 lipca 1986) – amerykański polityk, członek Partii Demokratycznej. W latach 1947–1973 był przedstawicielem trzeciego okręgu wyborczego w stanie Maryland w Izbie Reprezentantów Stanów Zjednoczonych.